# 우시마 지역

우시마 지역의 문장

우시마 지역의 위치

우시마 지역(핀란드어: Uusimaa, 스웨덴어: Nyland)은 핀란드를 구성하는 지역 가운데 하나로, 중심 도시는 헬싱키(핀란드의 수도)이며 면적은 9,568.26km2, 인구는 1,610,550명(2015.4.30 기준), 인구 밀도는 170명/km2이다. 지역 이름은 핀란드어로 "새로운 땅"을 뜻하며 남서수오미 지역, 칸타헤메 지역, 페이예트헤메 지역과 접한다. 2011년 동우시마 지역이 우시마 지역에 합병되었다.

## 지방 자치체
24개 지방 자치체를 관할한다.
헬싱키 지구
- 헬싱키 (Helsinki/Helsingfors)
- 반타 (Vantaa/Vanda)
- 에스포 (Espoo/Esbo)
- 카우니아이넨 (Kauniainen/Grankulla)
- 휘빙캐 (Hyvinkää/Hyvinge)
- 얘르벤패 (Järvenpää/Träskända)
- 케라바 (Kerava/Kervo)
- 키르코눔미 (Kirkkonummi/Kyrkslätt)
- 맨챌래 (Mäntsälä)
- 누르미얘르비 (Nurmijärvi)
- 포르나이넨 (Pornainen/Borgnäs)
- 시운티오 (Siuntio/Sjundeå)
- 투술라 (Tuusula/Tusby)

로흐야 지구
- 카리알로흐야 (Karjalohja/Karislojo)
- 카르킬라 (Karkkila/Högfors)
- 로흐야 (Lohja/Lojo)
- 눔미푸술라 (Nummi-Pusula)
- 삼마티 (Sammatti)
- 비흐티 (Vihti/Vichtis)

에케내스 지구
- 에케내스 (Ekenäs/Tammisaari)
- 항코 (Hanko/Hangö)
- 잉코 (Inkoo/Ingå)
- 카르야 (Karjaa/Karis)
- 포흐야 (Pohja/Pojo)